# Betelgeusia
Genre
Betelgeusia est un genre éteint d'étoiles de mer de la famille des Astropectinidae ayant vécu du Jurassique moyen au Crétacé.

## Répartition
Les espèces du genre Betelgeusia se retrouvent aux Pays-Bas, aux États-Unis (Texas), au Maroc et Inde.

## Liste des espèces
Selon GBIF (19 décembre 2023) et World Register of Marine Species (20 juillet 2024):
- † Betelgeusia brezinai Blake, Halligan & Larson, 2018
- † Betelgeusia exposita Blake & Jagt, 2005
- † Betelgeusia orientalis Blake & Reboul, 2011
- † Betelgeusia reidi Blake & Reid, 1998

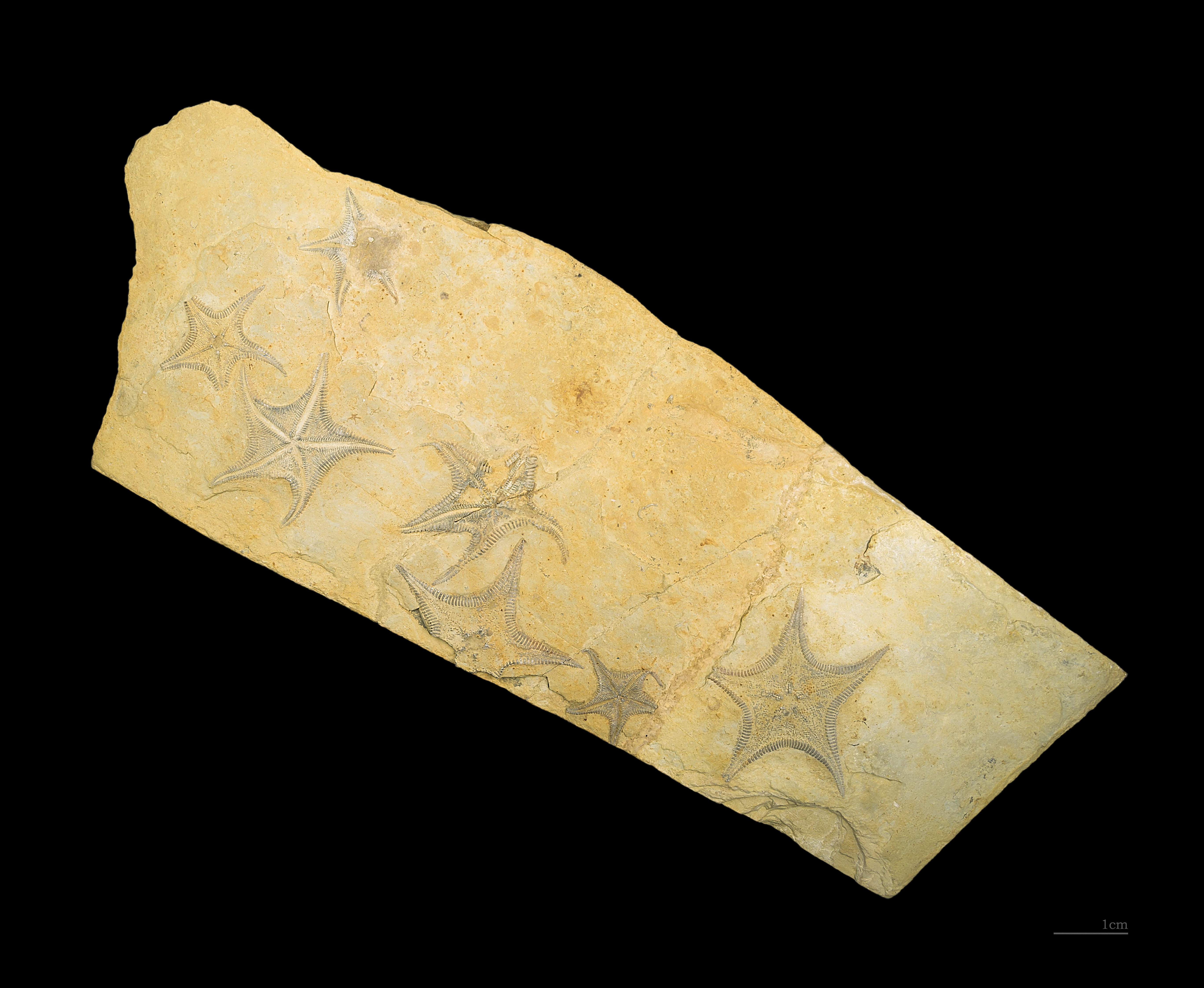
Betelgeusia orientalis.

## Classification
Le genre Betelgeusia a été créé en 1998 par les paléontologues Daniel B. Blake (d) et Robert Reid, III, avec comme espèce type Betelgeusia riedi

### Étymologie
Le nom générique, Betelgeusia, a été choisi en référence à l'étoile Bételgeuse de la constellation d’Orion.

### Publication originale
- (en) Daniel B. Blake et Robert Reid, « Some Albian (Cretaceous) Asteroids (Echinodermata) from Texas and Their Paleobiological Implications », Journal of Paleontology, États-Unis, vol. 72, no 3,‎ mai 1998, p. 512-532 (ISSN 0022-3360, e-ISSN 1937-2337, JSTOR 1306650).